# 张锦 (有机化学家)

張錦和傅鷹

张锦（1910年—1965年1月15日），女，山东无棣人，生于广西桂林，中国近代有机化学家。張鳴岐之女，傅鹰之妻。

## 生平
张锦早年曾就读于天津中西女中。1926年她考入燕京大学化学系。次年又考取清华首届女生官费留学生，前往美国密歇根大学化学系留学。1930年获学士学位后赴伊利诺伊大学深造，师从知名有机化学家罗杰·亚当斯。1933年获博士学位。次年回到中国，任职于北平协和医学院。1935年，她与物理化学家傅鹰成婚。婚后不久，夫妇二人同去重庆大学化学系任教。1939年，傅鹰受聘赴长汀厦门大学任教。张锦于1940年亦前往福建，最初任教于福建医学院，次年起亦赴厦门大学任职。1945年初他们再度赴美，张锦在纽约康奈尔医学院文森特·迪维尼奥教授的实验室任研究员。1946年末张锦回到母校密歇根大学，与有机化学家沃纳·以马利·巴赫曼合作进行研究。
中华人民共和国成立后，张锦与傅鹰于1950年10月回到中国，先后任教于辅仁大学与北京大学。1952年院系调整时，她被分配至北京石油学院。1959年调回北京大学化学系。1965年1月15日，张锦因患癌症在北京逝世，终年55岁。

## 家庭
张锦是清末两广总督張鳴岐的次女。她的兄弟中包括建筑学家张镈、市政建设专家张锐。她的丈夫傅鹰是中国科学院首批学部委员（院士），曾任北京大学副校长。张锦的侄子张存浩（张铸之子）由她们夫妇二人抚养成人。张存浩后来成为物理化学家，于1980年当选中国科学院院士，2014年获国家最高科学技术奖。